# Warmiński wójt krajowy

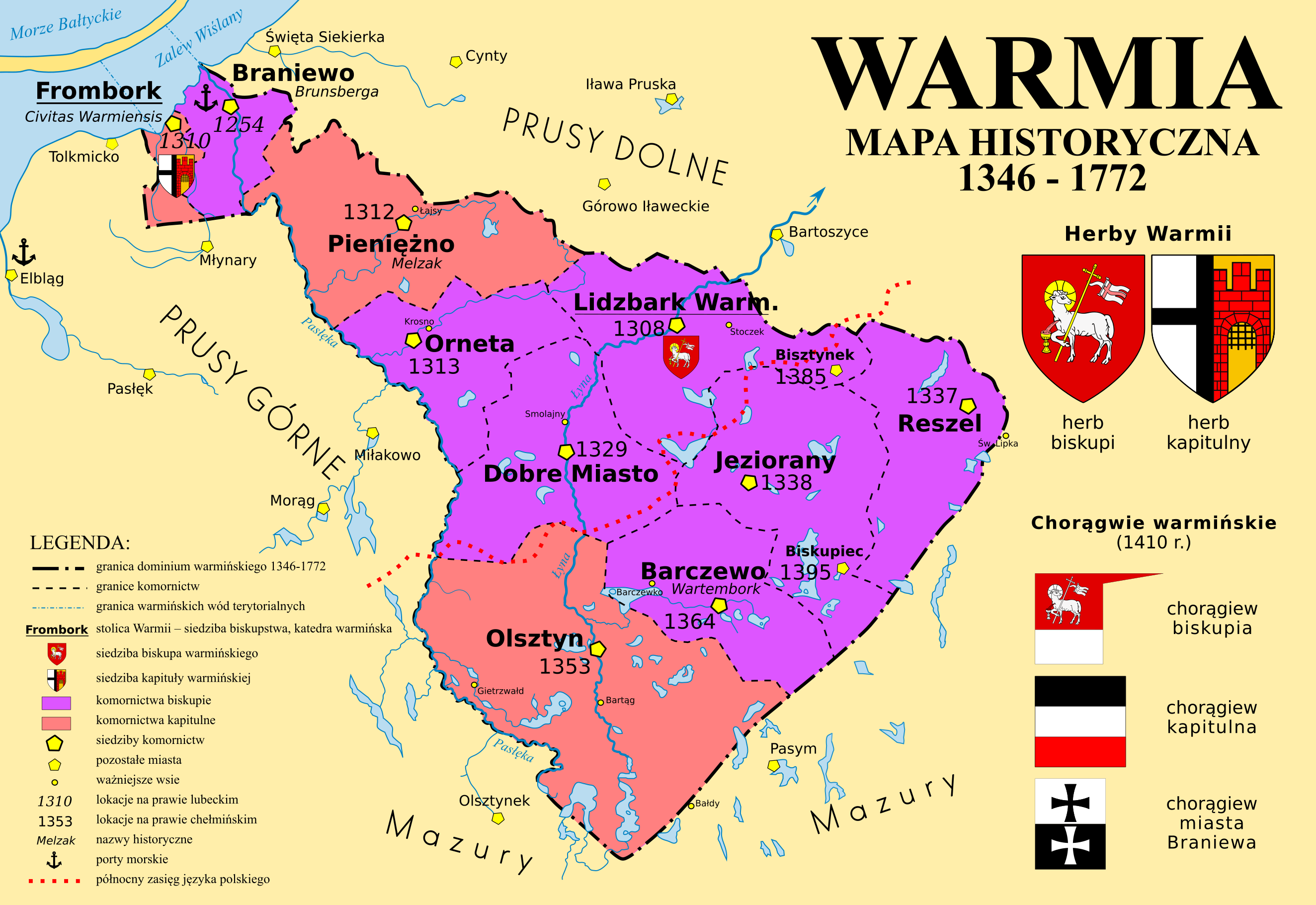
Warmia historyczna

Urząd wójta krajowego na Warmii powstał po utworzeniu diecezji warmińskiej. Pierwszym wójtem krajowym był pruski mistrz krajowy Hartmud von Grumbach, którego powołał w 1261 r. na swojego zastępcę do spraw świeckich biskup Anzelm. W kompetencji wójta było sprawowanie władzy administracyjnej, sądowej i wojskowej. Wójt biskupi sprawował swój urząd na terenie siedmiu komornictw podległych biskupowi, a Kapituła warmińska miała swojego wójta, który siedzibę swoją miał w Pieniężnie.
W XVII w. funkcje wójta biskupiego i kapitulnego zostały połączone. Biskup mógł powoływać wójta krajowego po zatwierdzeniu kandydata przez kapitułę. Urząd wójta krajowego połączony był zwykle z funkcją burgrabiego (odpowiednik starosty). Wójtowie biskupi mieli początkowo swoją stałą rezydencję w Braniewie do XIV w., później w Lidzbarku Warmińskim XV i XVI w., a także w Jezioranach XV, XVII w. i później. W grupie znanych wójtów kapitulnych ani jeden nie był rycerzem krzyżackim, a w grupie wójtów biskupich było ich 20 na 34 znane nazwiska. Wójt krajowy w razie potrzeby dowodził biskupim wojskiem. Armia biskupia liczyła do 1300 zbrojnych, powoływanych pod broń w ramach pospolitego ruszenia, w oparciu o obowiązki lenne. Na terenie Warmii było do 200 żołnierzy zaciężnych. Rozproszeni oni byli jednak w siedmiu zamkach biskupich i trzech kapitulnych (licząc jako zamek ufortyfikowane fromborskie wzgórze). Zbrojni biskupa umundurowani byli w czerwone kurtki, a zbrojni kapituły nosili kurtki niebieskie.

## Wybrani wójtowie warmińscy
- Hartmud von Grumbach
- Fryderyk von Liebenzell
- Henryk von Luter
- Bruno von Luter
- Jan Luzjański
- Krzysztof Pfaff
- Albert Ludwik Stanisławski
- Franciszek Krzysztof de Bellegarde Podgurski